# Konfliktforschung
Die Konfliktforschung ist eine soziologische Teildisziplin der Politischen Soziologie. Sie findet unter anderem Anwendung in der Psychologie, Politik und Theologie. Forschungsgegenstand sind interpersonelle und Intergruppenkonflikte. Zur Beschreibung, Analyse und Auswertung von Konflikten greift die Konfliktforschung mit wissenschaftlichen Methoden unter anderem auf grundlegende Begriffe der Politischen Theorie und Ideengeschichte zurück; so beispielsweise auf die Begriffe Interesse, Freiheit, Macht, Gerechtigkeit und Gewalt.

## Zentrale Fragestellungen
Die Konfliktforschung befasst sich mit der soziologischen und psychologischen Charakterisierung von Intergruppenkonflikten, mit den Ursachen (notwendige und hinreichende Faktoren), mit dem Verlauf, mit der vorbeugenden Verhinderung, mit der Lösung und den Kosten von Konflikten. Forschungsergebnisse zeigen, dass es für die Entstehung und die Ausprägung eines Konfliktes entscheidend darauf ankommt, ob der dem Konflikt zu Grunde liegende Interessensgegensatz über unterschiedliche Mittel für einen bestimmten Zweck, ob sie über unterschiedliche Ziele, oder ob sie sogar unterschiedliche Werte und Grundüberzeugungen betrifft. Dementsprechend unterscheidet man Mittelkonflikte, Zielkonflikte und Wertekonflikte. Hinter vielen Konflikten steht ein verborgener Wertekonflikt, also eine verschiedene Ansicht über „gut“ und „böse“. Wertekonflikte können sehr heftige Ausprägungen annehmen und sind auch schwerer zu lösen.

## Ziele und Methoden
Ziel der Konfliktbearbeitung ist eine wirkungsvolle und dauerhafte Lösung. Erster Schritt ist die Deeskalation (z. B. Einstellung von Kampfhandlungen, Abbau offener Aggression). Zweiter Schritt ist die Einleitung von Kommunikation zwischen den Konfliktparteien. Im dritten Schritt wird der eigentlichen Interessensgegensatz herausgearbeitet und ein gegenseitiges Verständnis der Konfliktparteien für das Interesse der jeweilig anderen entwickelt. Dazu ist es erforderlich, die zugrundeliegenden Werte zu verstehen und zu achten. Erst dann kann mittels Mediation gemeinsam eine Konfliktlösung entwickelt werden. Der Mediator muss dabei eine gleich große Distanz zu beiden Konfliktparteien einnehmen, um für beide Seiten überhaupt vertrauenswürdig sein zu können.